# Petrophile seminuda
Petrophile seminuda är en tvåhjärtbladig växtart som beskrevs av John Lindley. Petrophile seminuda ingår i släktet Petrophile och familjen Proteaceae. Inga underarter finns listade i Catalogue of Life.